# Baeus moorei
Baeus moorei är en stekelart som beskrevs av Stevens 2007. Baeus moorei ingår i släktet Baeus och familjen Scelionidae. Inga underarter finns listade.